# Shimogamo-jinja (Kyoto)
Shimogamo-jinja (下鴨神社), est le nom commun d'un important sanctuaire shinto dans le district Shimogamo de Kyoto, arrondissement de Sakyō. son nom formel est Kamo-mioya-jinja (賀茂御祖神社). C'est un des plus anciens sanctuaires shinto du Japon et un des dix-sept monuments historiques de l'ancienne Kyoto, désigné patrimoine mondial de l'UNESCO. Le terme « Kamo-jinja » en japonais est une référence générale au Shimogamo-jinja et au Kamigamo-jinja, les sanctuaires Kamo traditionnellement liés à Kyoto. Shimogamo est le plus ancien de la paire, censé être âgé de cent ans de plus que Kamigamo, et datant du VIe siècle, des siècles avant que Kyoto ne devienne la capitale du Japon, en 794 (voir Heian-kyō). Les Kamo-jinja ont pour fonction de protéger Kyoto contre les influences malignes.
Le nom « jinja » identifie la famille Kamo de kamis ou divinités qui sont vénérés. Le nom renvoie également à la portée de bois à proximité du sanctuaire, vestiges de la forêt primitive de Tadasu no Mori. Par ailleurs, le nom du sanctuaire fait référence aux anciens habitants de la région, le clan Kamo, dont beaucoup continuent de vivre près du sanctuaire traditionnellement servi par leurs ancêtres.
Le Shimogamo-jinja est dédié au culte de Tamayori-hime (玉依姫 ; littéralement « la jeune fille à l'esprit accueillant ») et à son père, Kamo Taketsunomi (賀茂建角身). Tamayori-hime est la mère de Kamo Wakeikazuchi (賀茂別雷 ; « le tonnerre diviseur de Kamo »), engendré par Honoikazuchi-no-mikoto (火雷神 ; « dieu du feu et du tonnerre »),. Le Kamigamo-jinja, le deuxième des sanctuaires Kamo de Kyoto, est dédié à Kamo Wakeikazuchi. Ces kamis sont diversement associés avec le tonnerre.

## Histoire
Le sanctuaire bénéficie de la protection impériale au début de l'époque de Heian.  
Shimogamo, en compagnie du sanctuaire Kamigamo, est désigné un des deux principaux sanctuaires (ichi-no-miya) de l'ancienne province de Yamashiro.
En 965, l'empereur Murakami ordonne que des messagers impériaux soient envoyés informer des événements importants les kamis gardiens du Japon, dont Kamo-Tamayori-hime et Kamo-Taketsune.
De 1871 jusqu'en 1946, le Shimogamo-jinja est officiellement désigné un des kanpei-taisha (官幣大社), ce qui signifie qu'il se trouve au premier rang des sanctuaires soutenus par l'État.

### Visites impériales
- 794 (Enryaku 13) : l'empereur Kammu vient dans le cadre d'une grande procession[11].
- 942 (Tengyō 5, 29e jour du 4e mois) : l'empereur Suzaku vient offrir ses remerciements pour la restauration de la paix[11].
- 979 (Tengen 2, 10e jour du 10e mois) : l'empereur En'yū décide qu'une visite impériale Hachiman au Iwashimizu-jinja doit être couplée avec une visite à Kamo[12].
- 1088 (Kanji, 27e jour du 4e mois) : l'empereur Horikawa visite Kamo[13].
- 1156 (Hōgen 1, 23e jour du 4e mois) : l'empereur Go-Shirakawa se rend à Kamo[14].

## Bâtiments
Une structure de sanctuaire est érigée en 678 sous le règne de l'empereur Tenmu et devient le principal bâtiment au cours du règne de l'empereur Kanmu quand il déménage la capitale de Nara à Heian-kyo.
Le Shimogamo-jinja (Kamo-jinja inférieur) passe pour dater du VIe siècle.

### Galerie

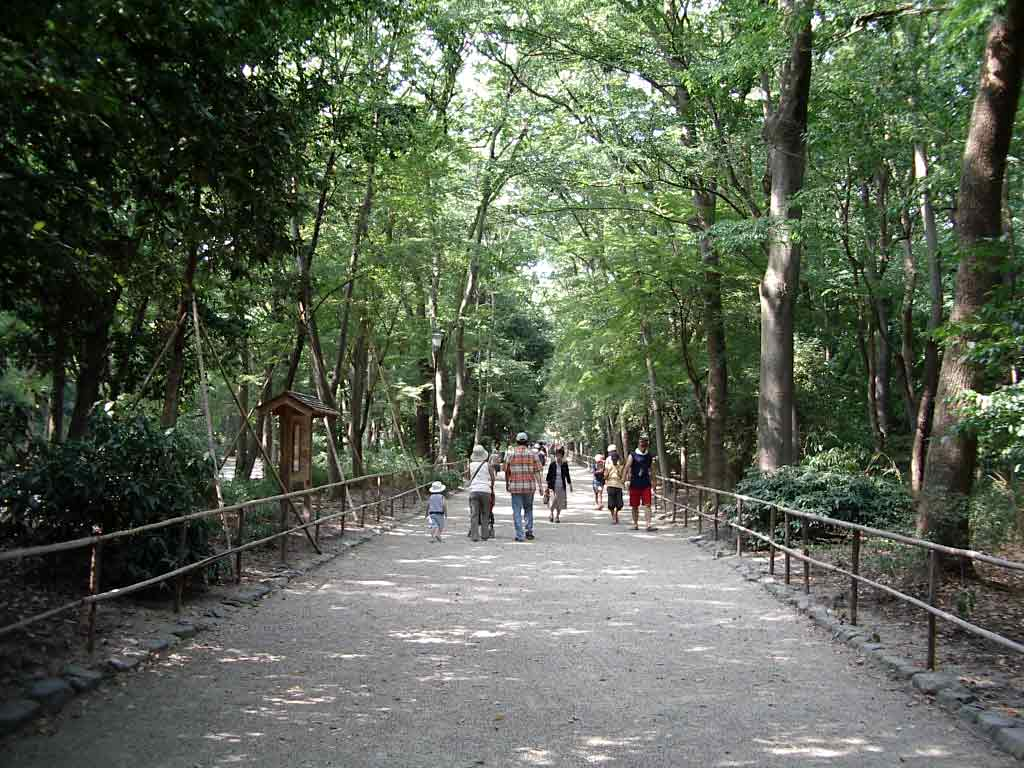
Ce chemin traverse le Tadasu no Mori (la « forêt où sont révélés les mensonges »).
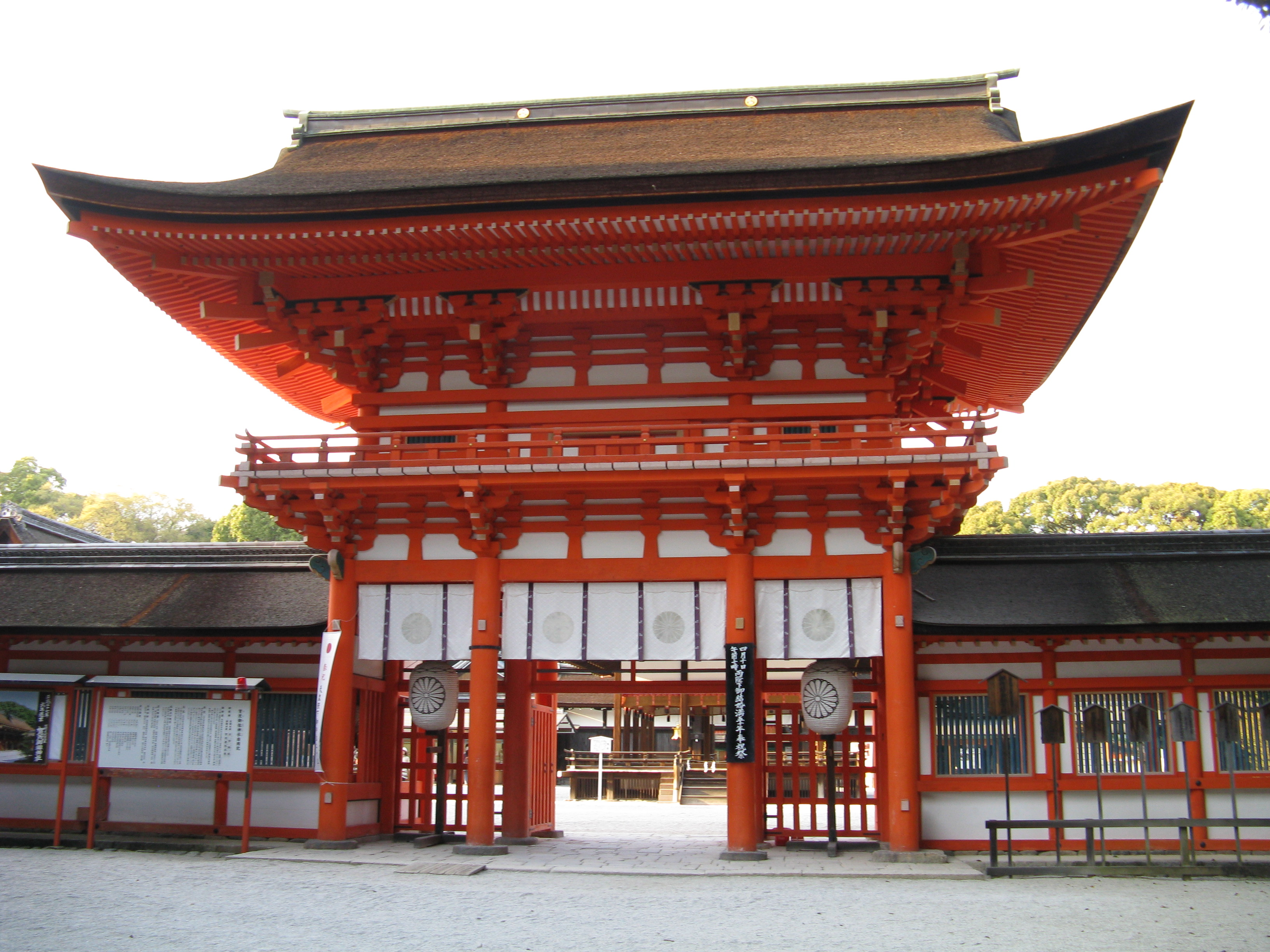
Rōmon.
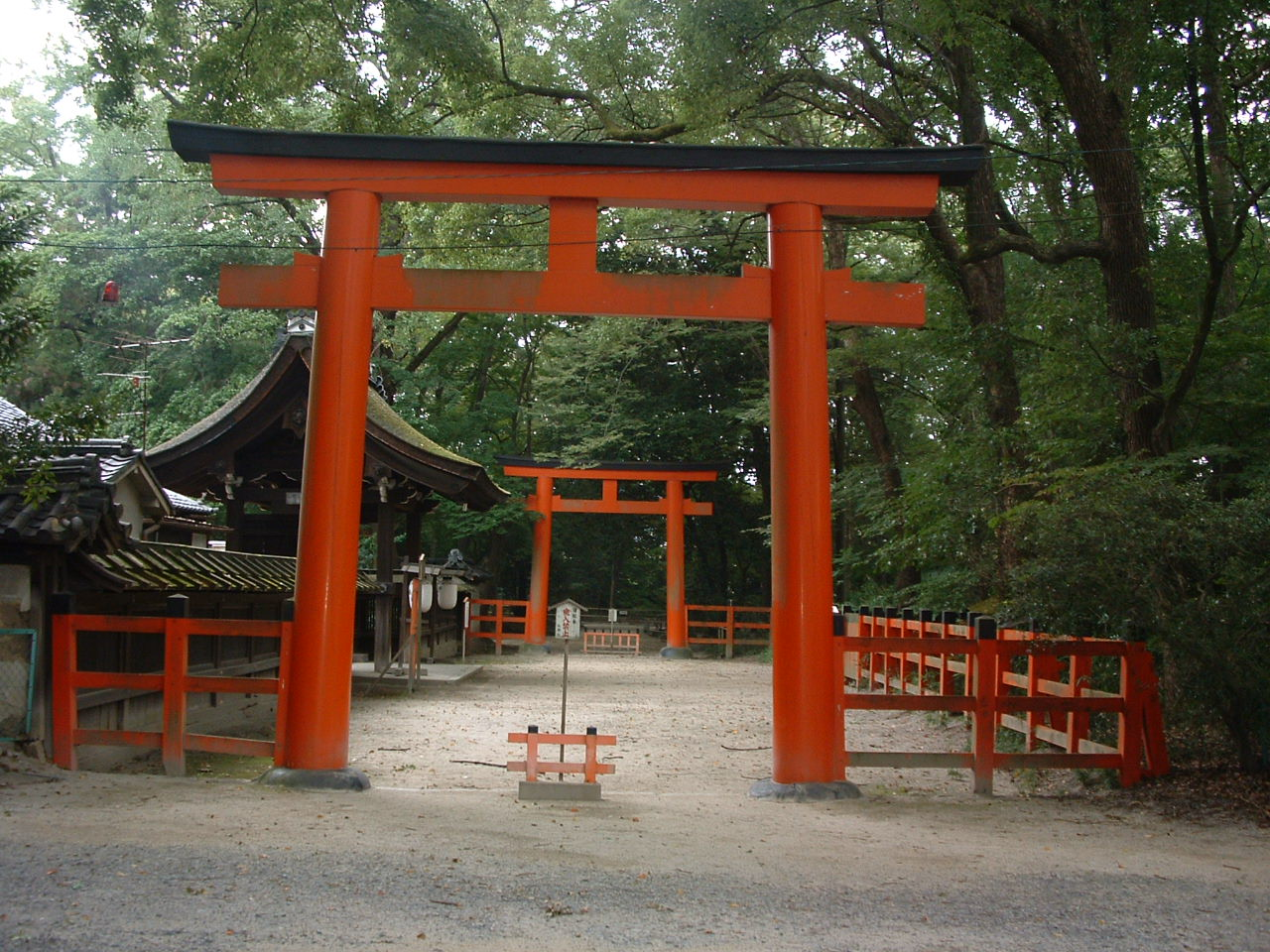
Paire de toriis, Kawai-jinja.
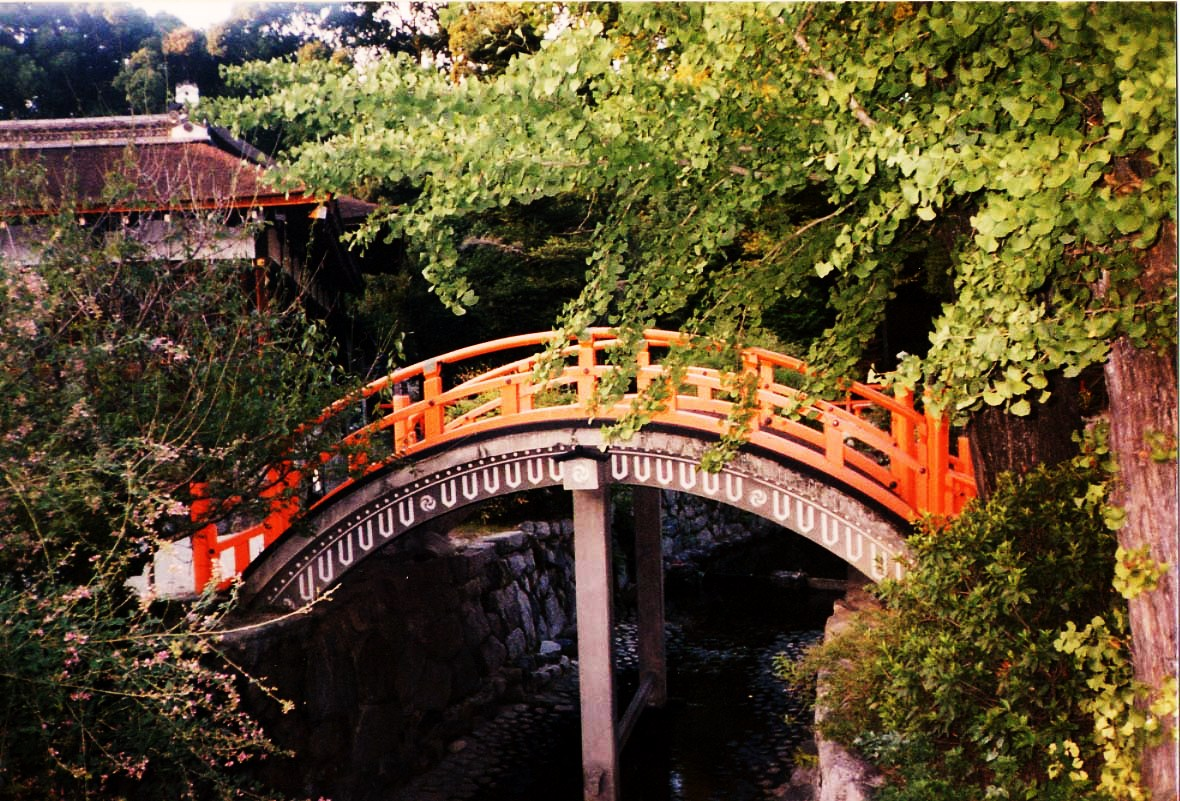
Pont Taikobashi.
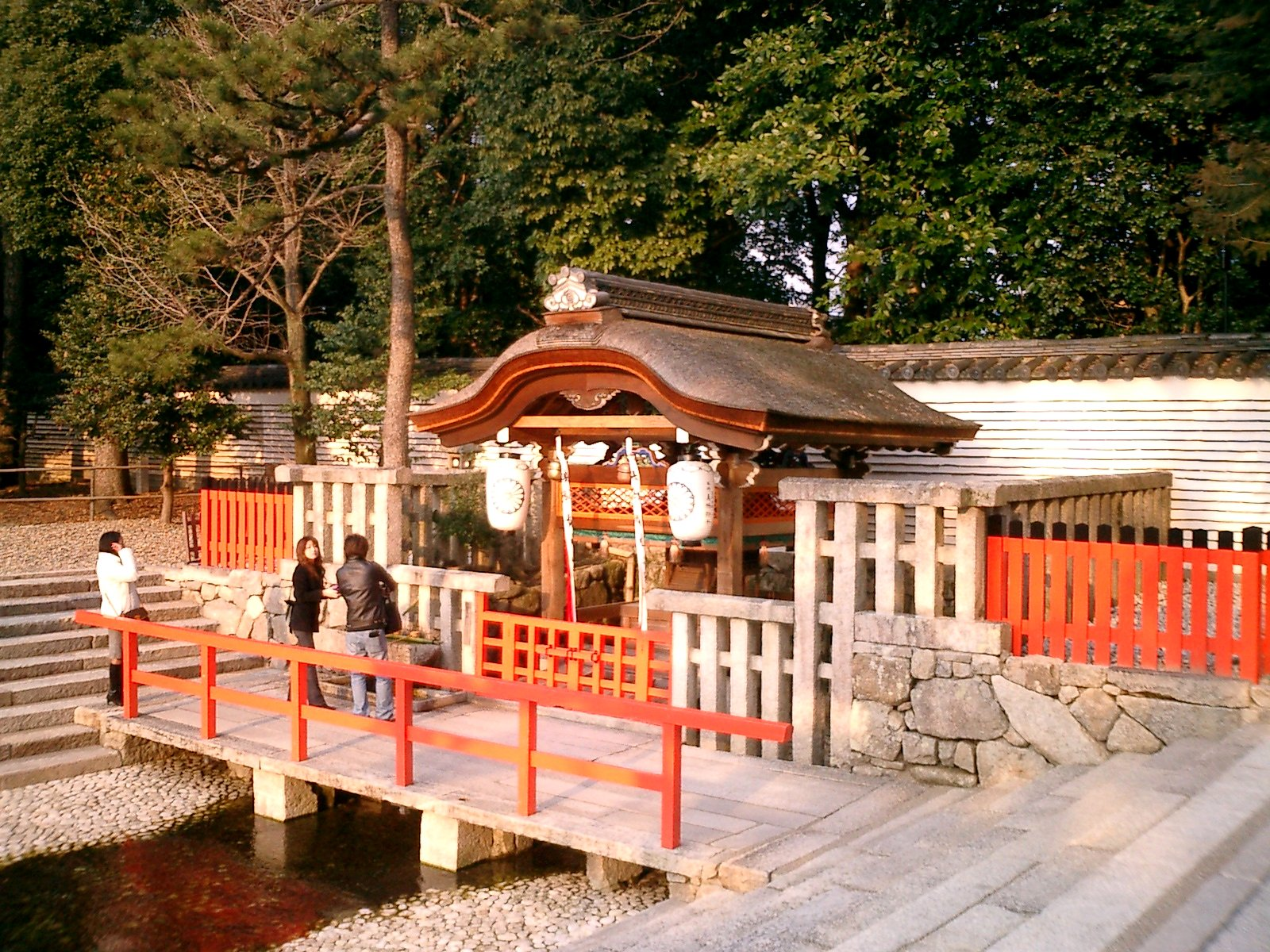
Mitarai-sha.
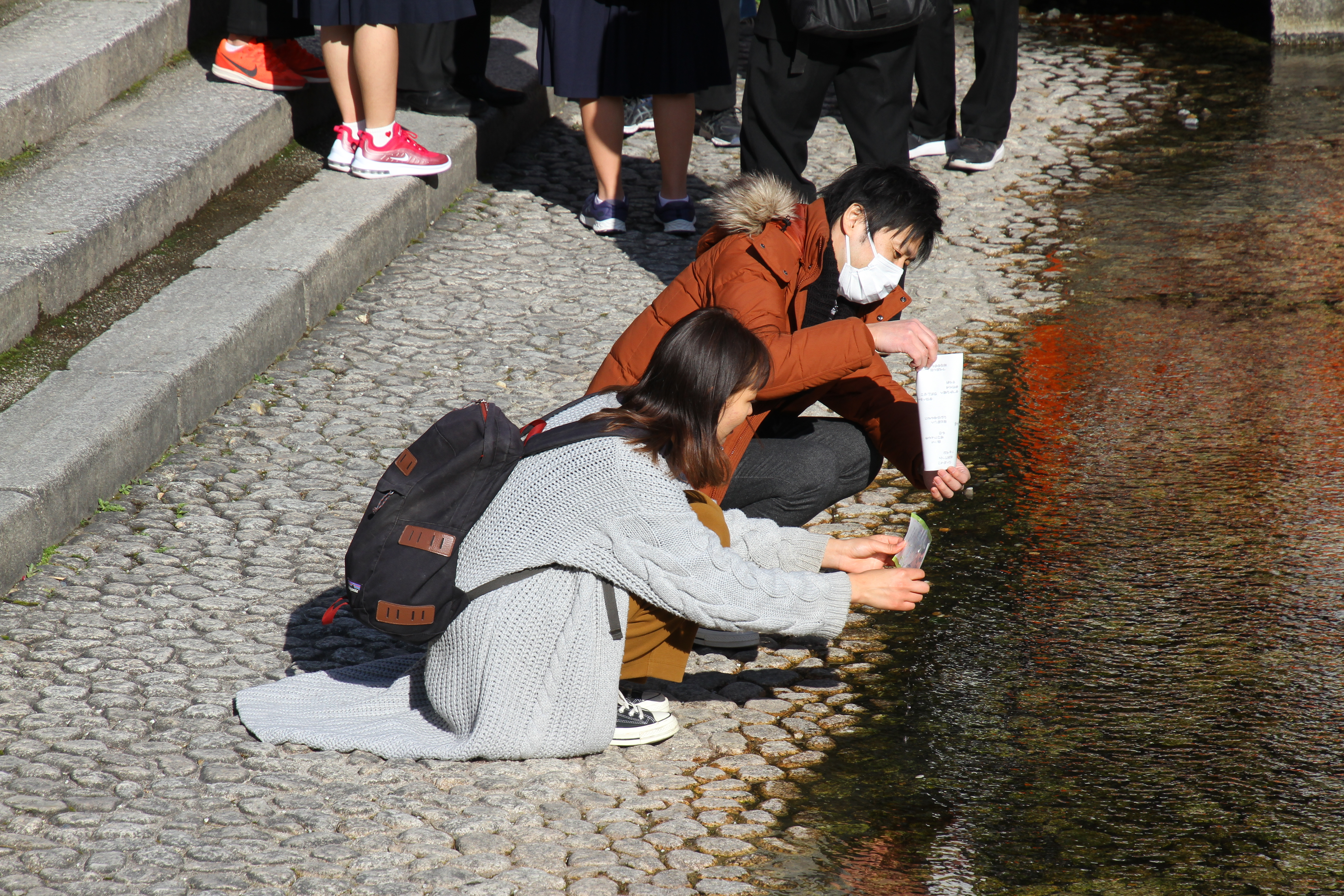
Collecte d'eau
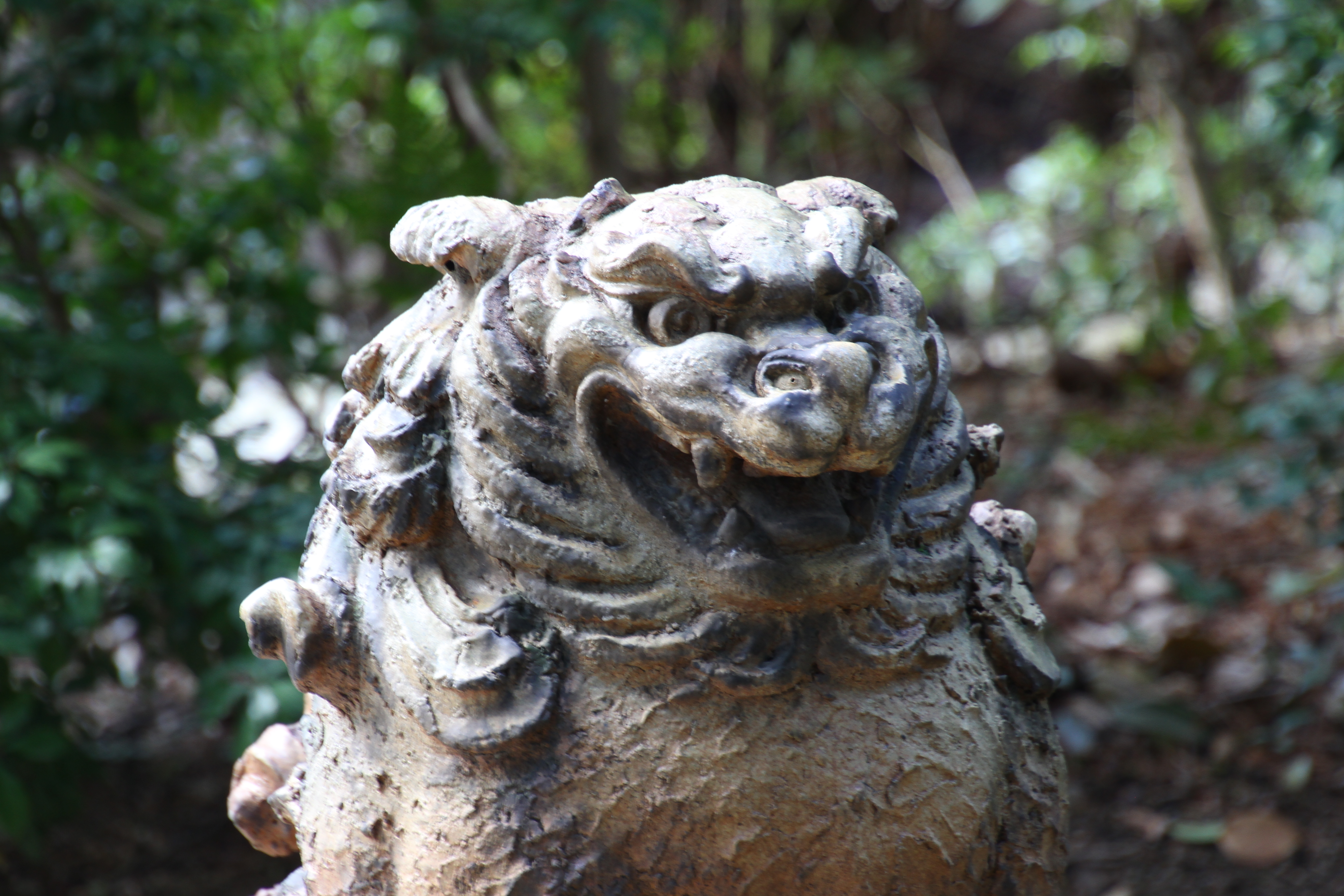
komainu
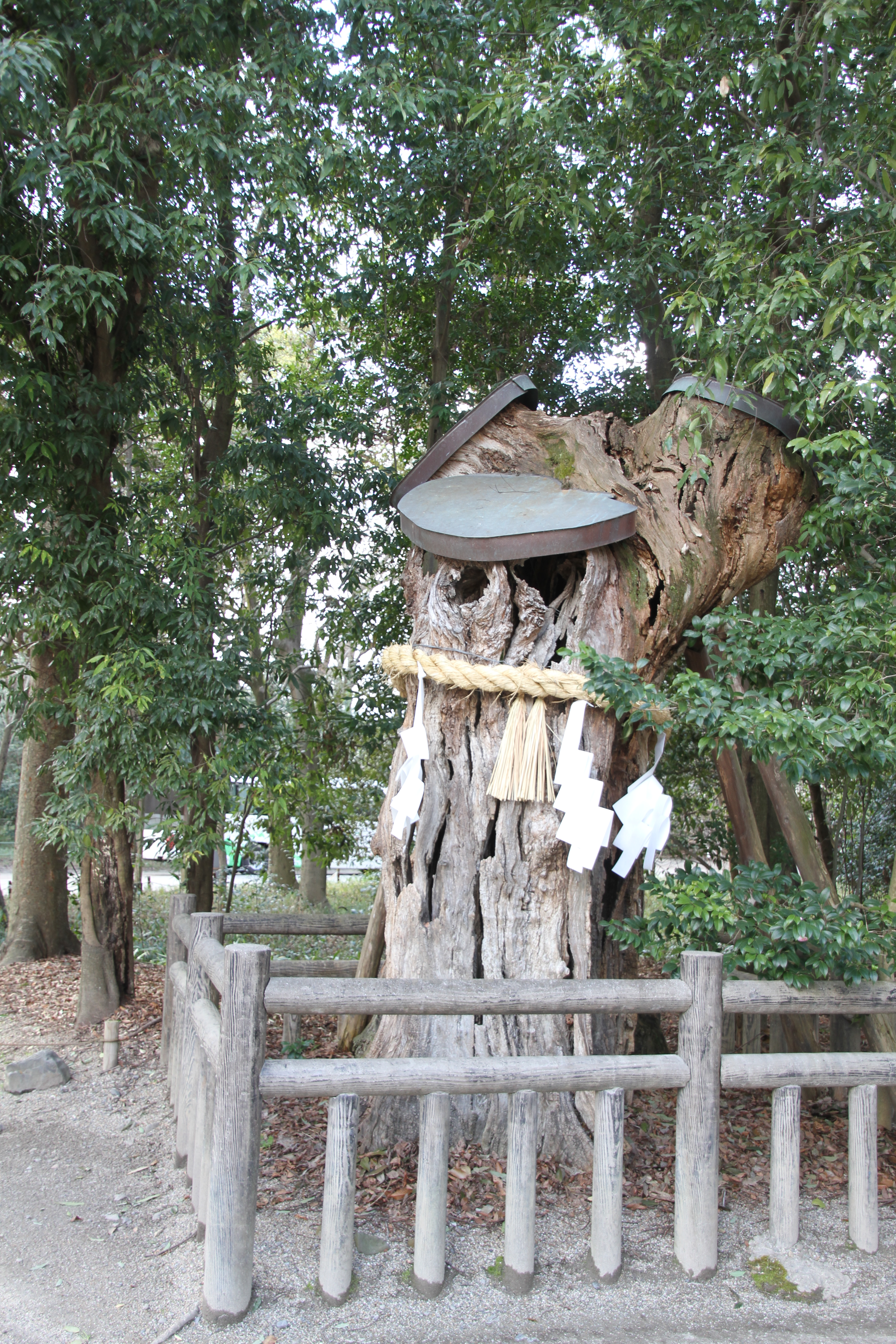
Arbre sacré au sein de la forêt primaire
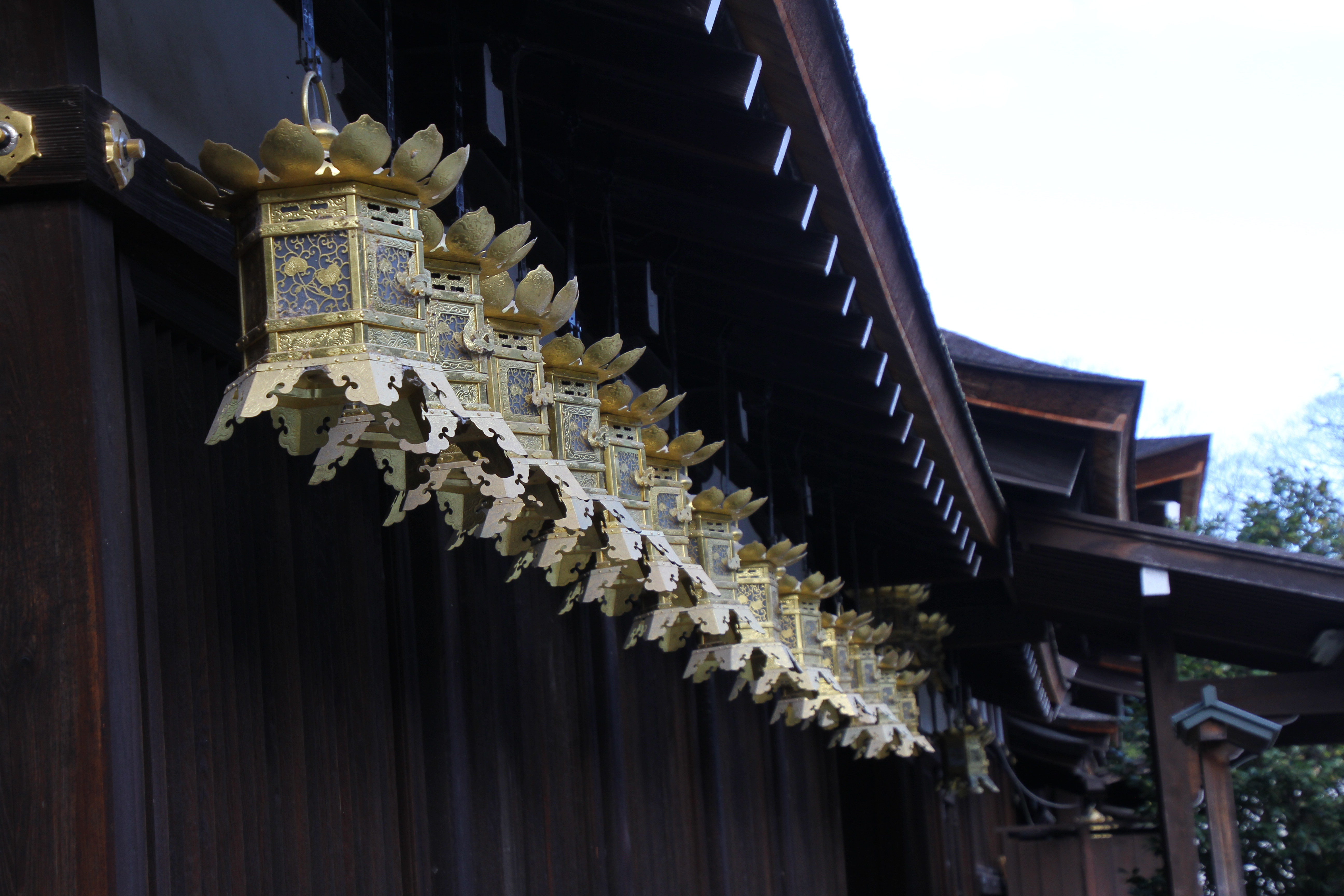
Alignement de lanternes suspendues
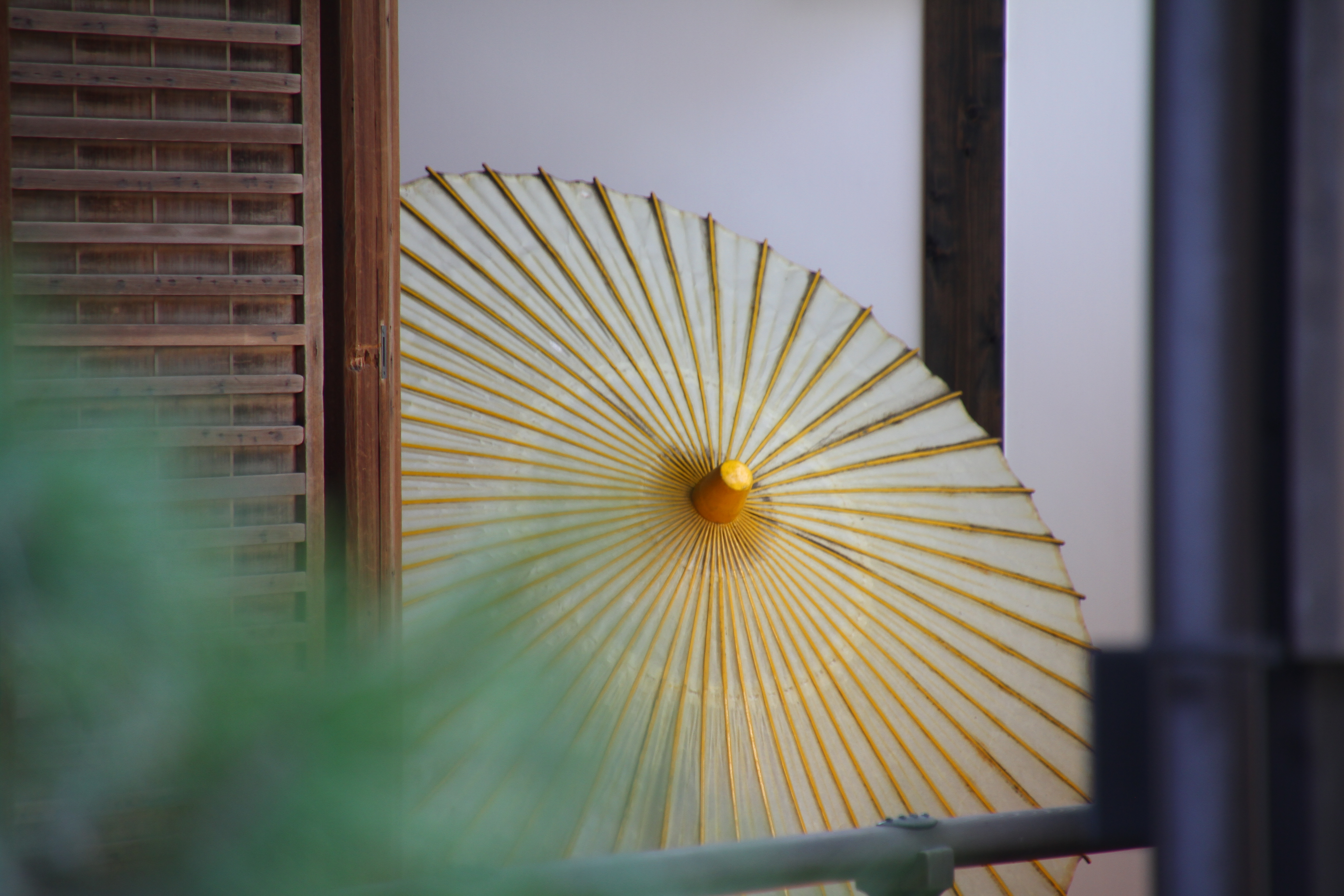
Ombrelle